# Rafel (Pinell de Solsonès)
Rafel és una masia situada al municipi de Pinell de Solsonès, a la comarca catalana del Solsonès. És una masia documentada des del segle xix.
La masia està ubicada a una alçada de 484 metres, prop del límit comarcal amb l'Alt Urgell. Una mica més al sud hi passa la rasa de Martins, a la que li dona nom la casa de Martins que la trobem a l'est de la masia. La casa dona nom a la Solana de Rafel, situada al nord, que és el vessant del Serrat de Rafel.
La masia la conforma un edifici principal, de 260,80 m². La casa és de planta rectangular, que a més a més, disposa d'unes golfes, així com uns coberts annexos tant al vessant est com l'oest. La teulada té dues vessants i està coberta amb teula àrab. Els materials de construcció de la mateixa són pedra, tàpia, totxo vell i ciment. L'entrada principal és a la façana sud de la casa i es tracta d'una porta amb arc de mig punt emmarcat amb carreus de pedra. Actualment la casa està deshabitada, i es troba en un estat de conservació regular, i no disposa de cap tipus de protecció oficial.